# 特拉萨吉斯
特拉萨吉斯（義大利語：Trasaghis），是意大利乌迪内省的一个市镇。总面积77平方公里，人口2392人，人口密度31.1人/平方公里（2009年）。ISTAT代码为030124。